# Thomomys bulbivorus
Thomomys bulbivorus е вид бозайник от семейство Гоферови (Geomyidae).

## Разпространение
Видът е разпространен в САЩ (Орегон).